# 优我女团
优我女团，中国大陸女子组合，由马蜀君、魏冰雪、张月、文然、胡博、强巴央珍、李雨芯、宋芳园、曲思思、黄思嘉、耿清清，乐靓，张欣媚 组成。2017年4月接受罗志祥的带领和指导，在浙江卫视《天生是优我》节目中训练与竞赛，于6月24日正式出道。

## 演艺经历
- 2017年优我女团参加浙江卫视《天生是优我》，在十期节目中，向来自六个不同国家的女团讨教，最终组合13名成员成功出道[1]
- 2017年4月，优我女团演唱手游《神武2》主题曲，也是优我女团的首张古风单曲《神武醉相思》[2]；同年7月，发布单曲《Call me老司机》[3]；
- 2017年8月5日，优我女团作为嘉宾参加罗志祥演唱会，全员身穿“朱碧石”经典红色裙装，与罗志祥共同演绎歌曲《你干嘛》 [4]；
- 2017年11月11日，优我女团参加中央电视台互动性综艺节目《我要上春晚》，表演代表作《优秀的我》，并获得该栏目2017年度首张直通卡 [5][6]；
- 2017年12月参加浙江卫视大型励志音乐竞技真人秀《梦想的声音第二季》，翻唱导师歌曲《改变》，向导师张靓颖发起讨教 [7]；
- 2017年12月30日，参加《浙江卫视领跑2018演唱会》[8]；
- 2018年2月3日，参加中央电视台《我要上春晚——直通春晚》，中国风亮相 [9]；
- 2018年2月4日，参加《浙江卫视2018燃情贺岁夜》[10]；
- 2018年2月7日，以猜评嘉宾的身份参加浙江卫视猜评推理节目《异口同声》[11]；
- 2018年2月14日，参加新疆兵团卫视春节联欢晚会 [12]；
- 2018年3月2日，参加《2018年中央电视台元宵晚会》，与霍思燕、王鸥、常远、董力等人一起带来表演《卖汤圆》[13]；
- 2018年3月优我女团成员马蜀君、魏冰雪参加爱奇艺综艺节目《热血街舞团》[14]；
- 2018年3月30日，优我女团参加《浙江卫视春季盛典》，改编罗志祥经典舞曲 [15]；

## 主要作品
| 歌曲名称（歌曲说明）                           | 发行时间   |
| ---------------------------------------------- | ---------- |
| WOW（浙江卫视春季盛典表演曲目）                | 2018-03-31 |
| 改变（梦想的声音2优我女团演唱曲目）            | 2017-12-29 |
| 神武醉相思（优我女团正式全球推出首张古风单曲） | 2017-07-06 |
| Call Me 老司机                                 | 2017-07    |
| 优秀的我                                       | 2017       |

| 播出时间   | 节目名称                | 简介                                              |
| ---------- | ----------------------- | ------------------------------------------------- |
| 2018-03-17 | 《热血街舞团》          | 优我女团参加热血街舞团 收获成长突破自我           |
| 2018-02-17 | 《异口同声》            | 优我女团加盟《异口同声》 活力新声少女能量         |
| 2018-02-03 | 《我要上春晚-直通春晚》 | 优我女团决战《我要上春晚》 中国风亮相引发期待     |
| 2017-12-29 | 《梦想的声音》          | 优我女团亮相《梦想的声音》 为梦想歌唱诠释优我精神 |
| 2017-11-11 | 《我要上春晚》          | 优我女团表演曲目《优秀的我》并获得首张直通卡      |